# Ghost Rider: Travels on the Healing Road
Ghost Rider: Travels on the Healing Road (ISBN 1-55022-548-0) es un libro de memorias escrito en 2002 por Neil Peart, el batería y letrista principal de la banda canadiense de rock progresivo Rush. Es una crónica de los viajes de Peart en motocicleta a lo largo de Estados Unidos y Centroamérica a finales de los años 1990, mientras hacía retrospección de su vida e intentaba sobrellevar la muerte de su hija Selena y su mujer Jackie en 1997 y 1998, respectivamente. Fue publicado por ECW Press.

## Historia
Neil comienza su historia viajando desde su casa en Quebec hasta Telegraph Creek. No tiene horarios, ni restricción de tiempo. Comienza viajando de Canadá a Alaska, para terminar atravesando Estados Unidos hasta México y Belice. Finalmente viaja (en avión) de regreso a su casa en Canadá donde escribe una serie de cartas a su amigo Brutus, para después reanudar nuevamente el viaje y regresar a casa de nuevo.

## Mensajes
En estas memorias, Neil comparte muchas de sus creencias filosóficas, hasta llegar a "lo esencial" de la vida.

## Conclusión
El epílogo de Ghost Rider termina con Neil recapitulando lo que le había ocurrido a él a su banda Rush. Explica su renovado amor por la vida (incluyendo a su nueva esposa Carrie) y cómo había tenido una revelación por lo que había vuelto a encontrar motivación para vivir. También explica que había vuelto a encontrar motivación para seguir su carrera junto a Rush en Toronto.

## Recepción
Algunos pasajes de los capítulos 1, 4 y 6 se publicaron en la sección de Arte del Toronto Star el 27 de julio de 2002. La reseña de Library Journal dijo del estilo que era lírico y que la historia era un viaje doloroso.